# Radiodonta
Die Radiodonta sind eine ausgestorbene Gruppe aus der Stammgruppe der Arthropoda, die im Kambrium weltweit verbreitet war.
Sie können auch als Radiodonten, Radiodontane, Radiodontide, Anomalocariden oder Anomalorcarididen bezeichnet werden. Zu den bekanntesten Arten der Radiodonten gehören die aus dem Kambrium stammenden Fossilien Anomalocaris canadensis, Hurdia victoria, Peytoia nathorsti und Amplectobelua sowie der ordovizische Aegirocassis benmoulai und der aus dem Devon bekannte Schinderhannes bartelsi.

## Namensgebung
Ihren Namen haben die Radiodonta (lateinisch für radius „Speiche eines Rades“ und griechischfür odoús „Zahn“) aufgrund ihrer radialen Anordnung der Zahnplatten, die den Mund umgeben, und das obwohl man davon ausgeht, dass dieses Merkmal bei einigen Radiodonten-Arten nicht vorhanden ist.

## Beschreibung
Durchschnittlich variierte die Körperlänge der meisten Radiodonten zwischen 30 und 50 Zentimetern, damit waren sie wesentlich größer als die übrige Fauna im Kambrium. Der größte beschriebene Radiodont ist einer der Art Aegirocassis benmoulai aus dem Ordovizium, der bis zu 2 Meter lang gewesen sein soll. Mit nur 18 Millimetern Größe gehörte ein Exemplar des juvenilen Lyrarapax unguispinus zu den kleinsten bekannten Radiodonten, erwachsene Tiere konnten jedoch bis zu 8 Zentimeter lang werden.
Der größte Radiodont im Kambrium war Amplectobelua, der eine Länge von 90 cm erreicht haben könnte. Genaue Längen sind nicht bekannt, da nur unvollständige Exemplare gefunden wurden. Auch andere Arten erreichten Größen von 37,5 cm (bei Anomalocaris) bis 90 cm (bei Laminacaris).
Der Körper von Radiodonten lässt sich in zwei Bereiche unterteilen: den Kopf und den Rumpf. Der Kopf besteht aus einem Körpersegment, dem Okularsegment, dieses ist von Skleriten bedeckt und weist gegliederte Anhänge, ventrale Mundwerkzeuge und gestielte Facettenaugen auf. Der Rumpf besteht aus mehreren Körpersegmenten, die jeweils mit Paaren von Klappen und kiemenartigen Strukturen verbunden sind.

### Stirnanhang

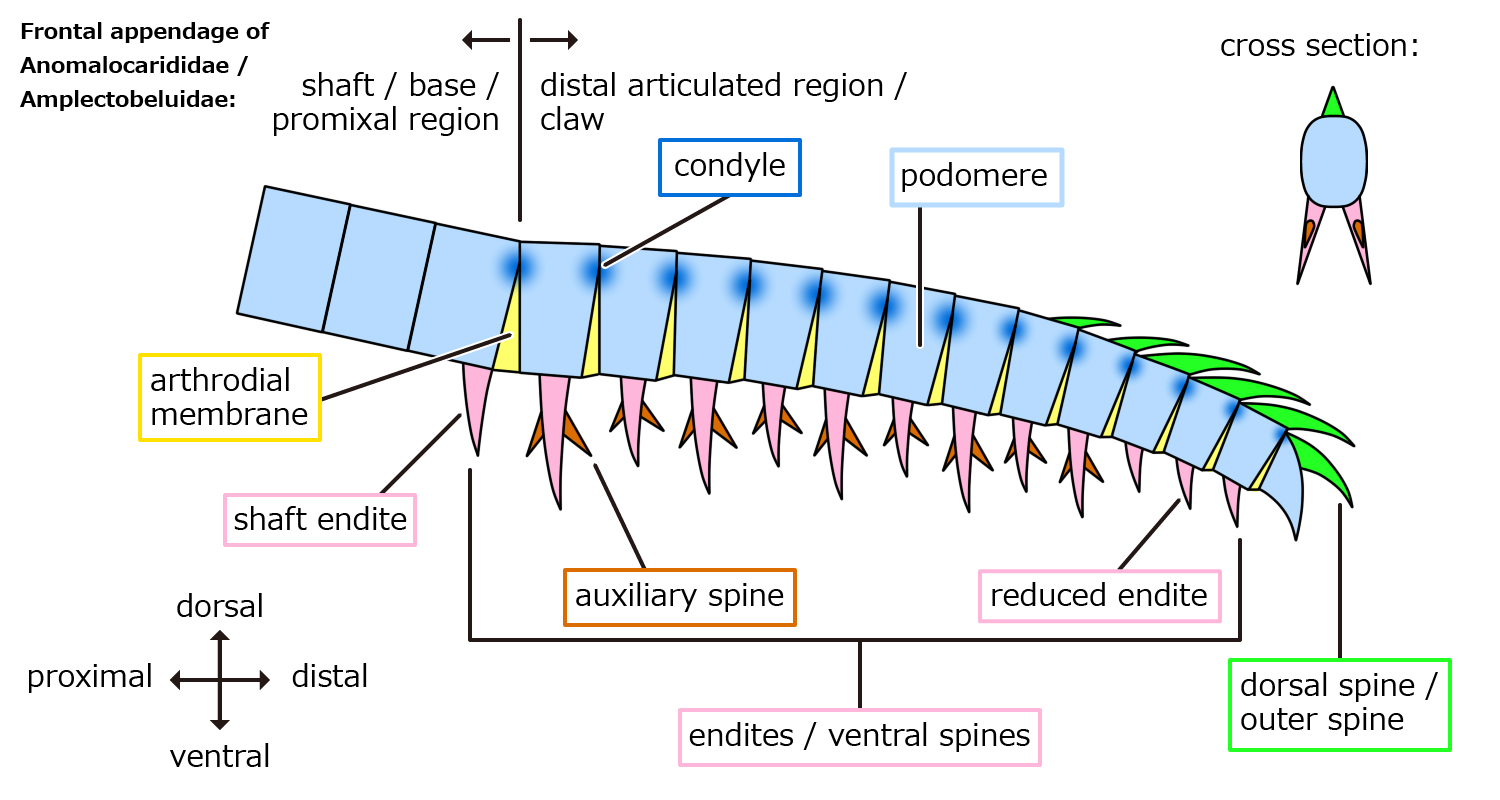
Frontale Anhänge von Anomalocarididae und Amplectobeluidae

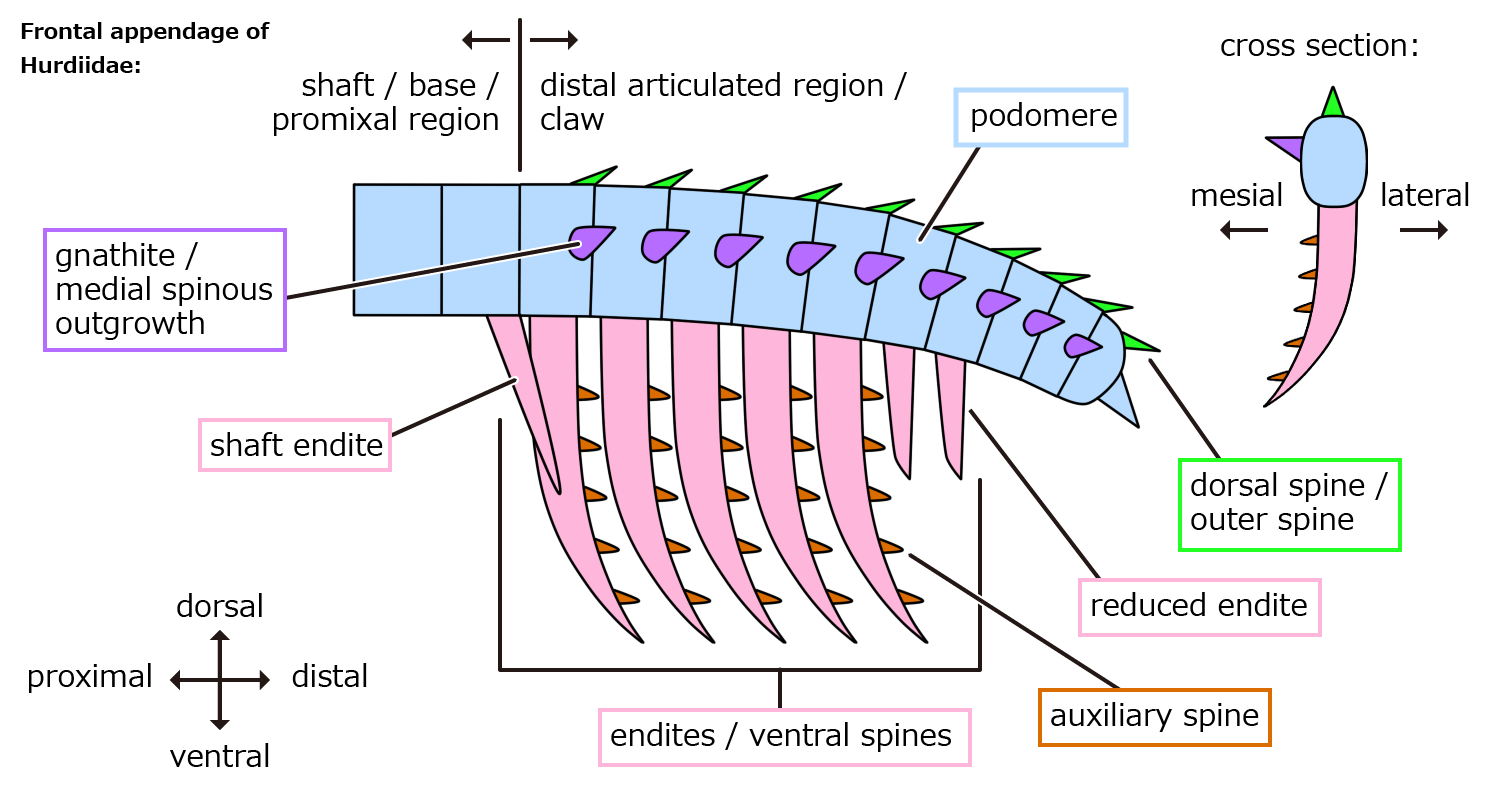
Frontale Anhänge von Hurdiidae

Bei den Strukturen an der vorderen Kopfseite handelt es sich um ein Paar Anhänge, die in früheren Untersuchungen als „Krallen“, „Greifhänge“, „Fresshänge“ oder „große Anhänge“ bezeichnet wurden. Die Anhänge sind verhärtet, segmentiert, tragen Stacheln an den meisten Podomeren und können auch noch eine Reihe von Hilfstacheln an den vorderen und hinteren Rändern der Enditen aufweisen. Der Stirnanhang besteht aus zwei Bereichen: dem Schaft und der distalen Gelenkregion auch „Klaue“ genannt. Hierbei handelt es sich um einen dreieckigen Bereich, der von einer weichen Kutikula bedeckt ist, dieser kann auf der ventralen Seite zwischen den Podomeren auftreten und dort für Flexibilität sorgen. Die Morphologie der Stirnhänge, besonders die der Stacheln, ist zwischen den Arten so unterschiedlich, dass sich diese als eins der wichtigsten Merkmale zur Artunterscheidung eignen.

### Mundkegel

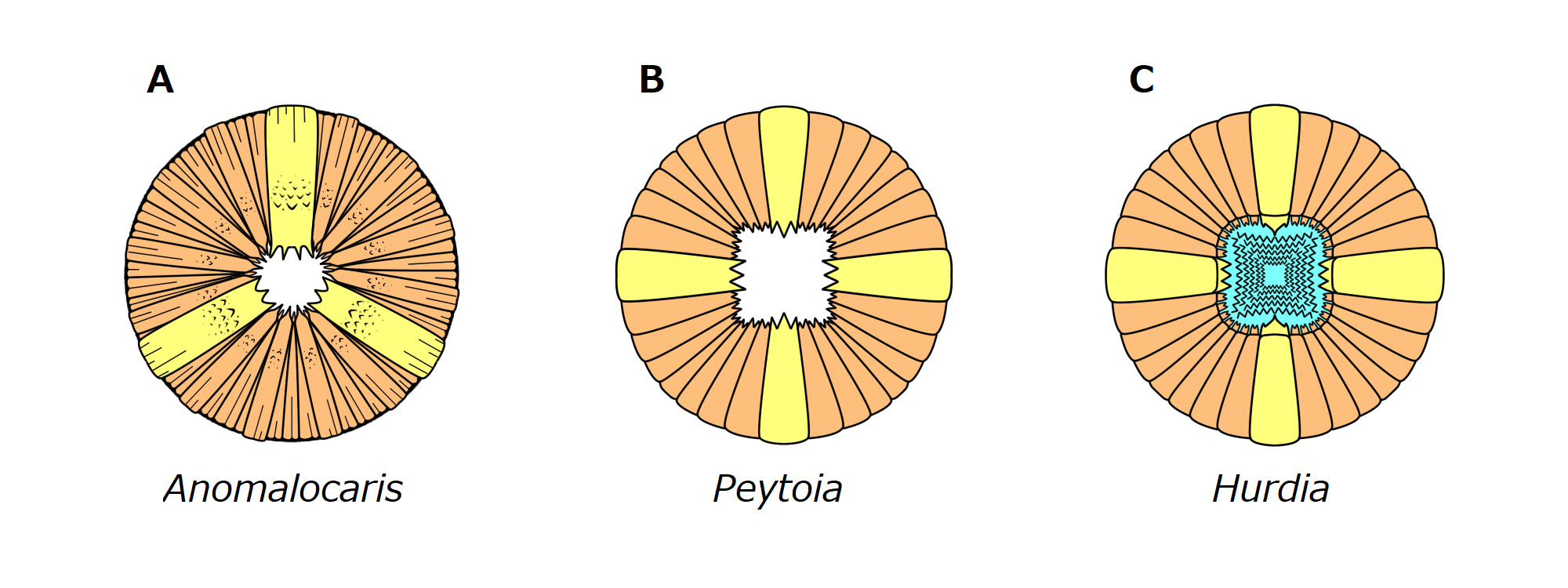
Oralkegel verschiedener Radiodonten

Der Mund befindet sich auf der ventralen Seite (die dem Erdboden zugewandte Seite) des Kopfes, hinter dem Ansatzpunkt der vorderen Anhänge und ist umgeben von einem Ring aus Zahnplatten, die den Mund bilden, der Oralkegel genannt wird. Mehrere (3–4) der Zahnplatten können vergrößert sein, wodurch der Oralkegel unterschiedliche Aussehen erhalten kann. Triradiales wie z. B. beim Anomalocaris oder Echidnacaris oder tetraradiales wie beim Hurdiidae oder Lyrarapax. Der innere Rand der Zahnplatten ist mit Stacheln besetzt, die in Richtung der Mundöffnung zeigen. Besonders ist, dass bei einigen Hurdiidae-Gattungen zusätzliche Reihen von inneren Zahnplatten vorkommen können.

### Kopfskleriten, Augen und Rumpf
Die dorsale und lateroventrale Oberfläche des Kopfes wird von einem Komplex aus drei Kopfskleriten bedeckt. Diese bestehen aus einem zentralen H-Element (der Kopfschild) und einem Paar P-Elementen, die durch eine Verlängerung untereinander oder auch mit dem H-Element verbunden sein können. Die Skleriten haben unterschiedliche Formen und Größen, je nachdem um welche Familie es sich handelt. Der Kopf trug zwei gestielte Facettenaugen, die beweglich gewesen sein sollen und sich zwischen den Lücken befinden, die von zwischen den H-Elementen und P-Elementen gebildet wurden. Nicht alle Facettenaugen sollen gestielt gewesen sein, einige Arten sollen auch ein zusätzliches Mittelauge hinter dem H-Element besessen haben.

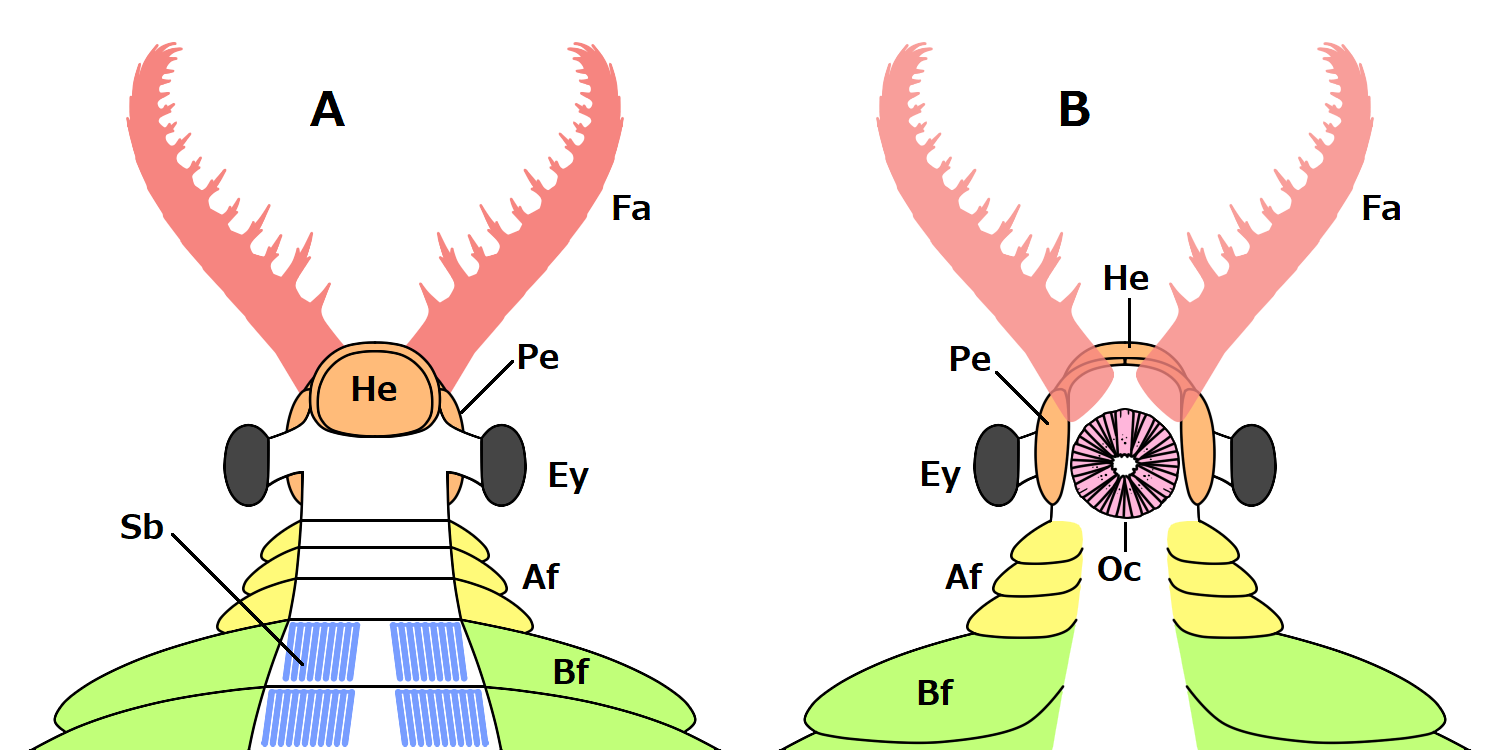
Vorderer Bereich zweier generativer Radiodonten mit unterschiedlicher Morphologie. A: Dorsalansicht, B: Ventralansicht, Fa: Frontalanhang, He: H-Element, Pe: P-Element, Ey: Auge, Oc: Oralkegel, Af: Vorderer (Hals-) Lappen, Bf/Vf: Ventraler Lappen, Sb: Setalblatt

Die Rumpfanhänge bestanden aus flossenartige Körperlappen, pro Körpersegment ein Paar, welches jeweils das weiter vorne liegende Paar leicht überlappt. Bei einigen Huriidae Arten konnten noch zusätzliche, sich nicht überlappende kleiner dorsale Lappen auftreten. Im Halsbereich sind die Lappen bedeutend kleiner. Bei einigen Arten traten am Ursprung der Halslappen kieferartige Fressanhänge auf, diese werden gnathobaseähnliche Strukturen (GLS) genannt. Die dorsalen Oberflächen jedes einzelnen Körpersegments sind bedeckt mit länglichen Fortsätzen, die in einer Reihe angeordnet waren und Bänder aus kiemenartigen Strukturen bildeten, die als Setalklingen bezeichnet werden. Der Rüssel kann verschiedene Merkmale aufweisen, er kann einen Schwanzfächer aus 1–3 Paar Klingen, ein Paar langer Furchen, einer verlängerten Endstruktur oder einer stumpfen Spitze ohne besondere Merkmale haben.

### Innere Strukturen
In einigen radiodonten Fossilien wurden Spuren von Muskeln, Verdauungssystemen und Nervensystemen gefunden. Paare von gut entwickelten Muskeln sollen mit den ventralen Lappen verbunden gewesen sein, die sich an den seitlichen Hohlräumen jedes Körpersegments befanden. Zwischen den seitlichen Muskeln befindet sich ein komplexes Verdauungssystem, das durch eine Verdickung des Vorder- und Hinterdarms gebildet wird, die beide durch einen schmalen Mitteldarm verbunden sind, der mit sechs Paaren von Darmdivertikeln verbunden ist.
Das Gehirn von Radiodonten war einfacher als das dreisegmentige Gehirn von Euarthropoden, die weiteren Interpretationen unterschieden sich je nach Studie.

## Innere Systematik

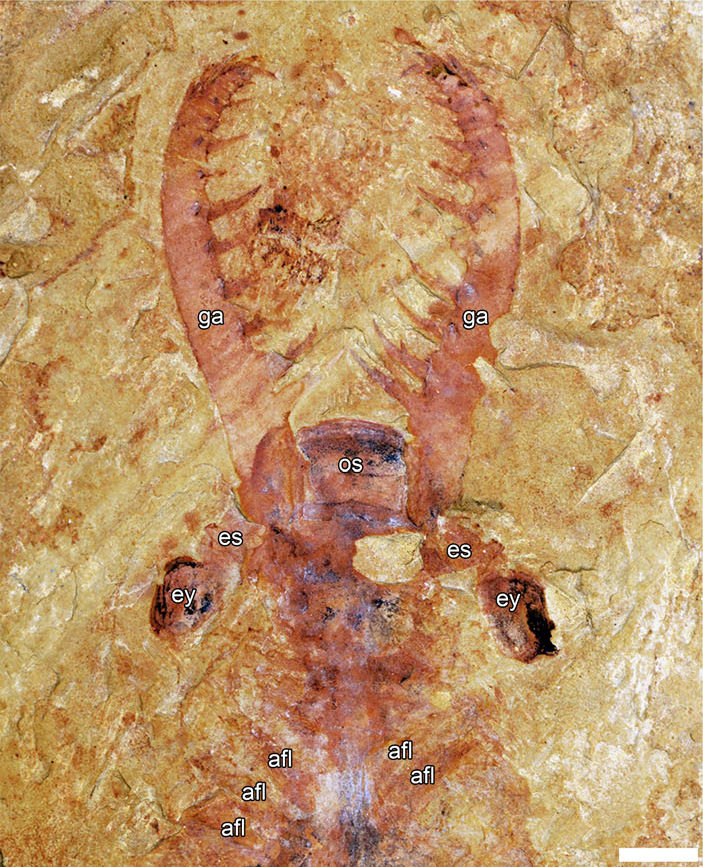
Kopfregion eines Innovatiocaris-Fossils

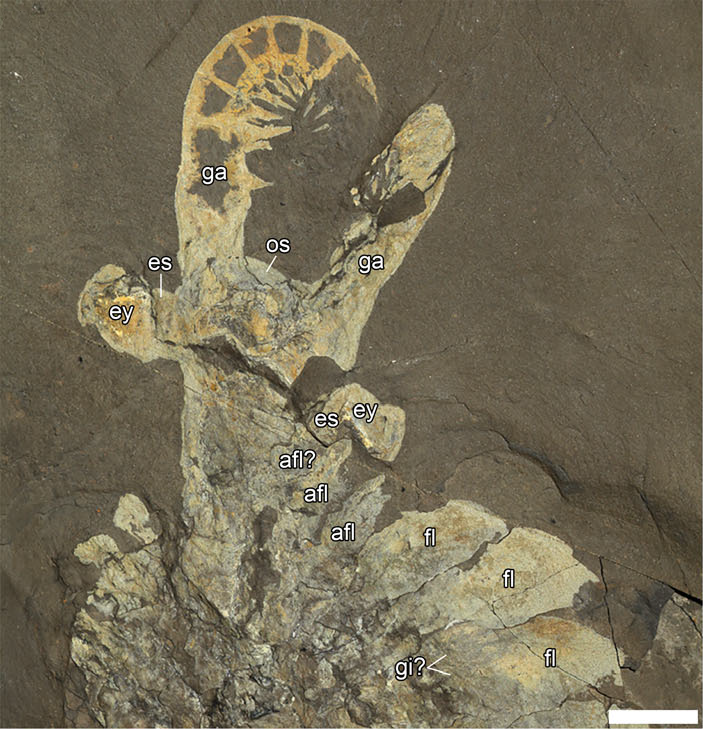
Anomalocaris canadensis

- Anomalocarida
  - Paranomalocaris
  - Laminacaris
  - Houcaris
  - Innovatiocaris
  - Anomalocarididae
    - Anomalocaris
    - Lenisicaris

  - Amplectobeluidae
    - Lyrarapax
    - Ramskoeldia
    - Guanshancaris

  - Tamisiocarididae
    - Tamisiocaris
    - Echidnacaris
    - Houcaris

  - Hurdiidae/Peytoiidae
    - Aegirocassisinae
      - Aegirocassis
      - Pseudoangustidontus

    - Peytoia
    - Schinderhannes
    - Hurdia
    - Stanleycaris
    - Pahvantia
    - Ursulinacaris
    - Cambroraster
    - Cordaticaris
    - Buccaspinea
    - Titanokorys

## Forschungsgeschichte
Bevor sie als Gruppe anerkannt wurden, wurden Radiodonten-Exemplare fünf verschiedenen Stämmen zugeordnet: Porifera, Cnidaria, Echinodermata, Annelida und Arthropoda.
1886 wurden die erstem bekannten Radiodonten-Exemplare von Richard G. McConnell in den Trilobitenbetten des Mount Stephen gesammelt. 1892 wurden diese dann vom GSC-Paläontologen Joseph Whiteaves Anomalocaris canadensis genannt. spätere Exemplare wurden dann 1911 von Charles Walcott beschrieben. Er interpretierte einen isolierten Mundkegel, den er Peytoia nathorsti nannte, als Qualle und ein schlecht erhaltenes, aber relativ vollständiges Exemplar, das er Laggania cambria nannte, als Seegurke (Holothuria).
Der Geological Survey of Canada begann 1966 mit einer Revision der Fossilien des Burgess-Schiefers unter der Aufsicht des Paläontologen Harry B. Whittington von der Universität Cambridge. Diese Revision führte letztendlich zur Entdeckung des vollständigen Körperbaus der Radiodonten. 1978 erkannte Simon Conway Morris, dass die Mundwerkzeuge von Laggania Peytoia-ähnlich waren, interpretierte dies jedoch als Beweis dafür, dass es sich um ein zusammengesetztes Fossil aus einer Peytoia -Qualle und einem Schwamm handelte. 1979 erkannte Derek Briggs, dass es sich bei den Fossilien von Anomalocaris um Anhängsel und nicht um Hinterleiber handelte, interpretierte sie jedoch neben „Anhängsel F“ als Laufbeine. Erst 1985 wurde die Ähnlichkeit der Fossilien von Anomalocaris, Laggania und Peytoia erkannt und sie alle einer einzigen Gattung, Anomalocaris, zugeordnet. Später merkte man, dass Anomalocaris eine von den beiden eine andere Form hatte, was zu einer Aufspaltung in zwei Gattungen führte, von denen letztere abwechselnd Laggania und Peytoia genannt wurde, bis festgestellt wurde, dass beide die gleiche Art darstellen und Peytoia als Name gewählt wurde. Später wurde erkannt, dass einige der diesen Taxa zugeordneten Fossilien zu einer anderen Form gehörten, die einen Panzer aus Hurdia- und Proboscicaris -Elementen trug. Schließlich wurden diese Exemplare 2009 als Hurdia neu beschrieben.
Das Taxon Radiodonta selbst wurde 1996 von Desmond Collins geprägt, nachdem festgestellt worden war, dass Anomalocaris und seine Verwandten eine eigene Linie mit Affinitäten zu Arthropoden und nicht einen bis dahin unbekannten Stamm darstellten. Collins etablierte auch die Klasse Dinocarida, die die Ordnung Radiodonta sowie die Opabiniidae enthält, die er als eigenständig erkannte, da ihnen die charakteristische orale Kegelstruktur der Radiodonten fehlte. Radiodonta erhielt erstmals 2014 eine phylogenetische Definition. Radiodonta wurde ursprünglich als eine einzige Familie angesehen, Anomalocarididae, aber 2014 wurde es in vier Familien unterteilt: Amplectobeluidae, Anomalocarididae, Cetiocaridae und Hurdiidae. Der Name Cetiocaridae entsprach nicht dem International Code of Zoological Nomenclature und wurde daher 2019 in Tamisiocarididae umbenannt.
Bis in die 2010er Jahre wurden Radiodonten im Allgemeinen als gleichmäßig große Spitzenprädatoren angesehen, aber die Entdeckung neuer Arten im Laufe dieses Jahrzehnts führte zu einer erheblichen Zunahme der bekannten ökologischen und morphologischen Vielfalt der Gruppe.